# Ytterån
Ytterån est une localité suédoise située dans la commune de Krokom, dans le Comté de Jämtland. Ytterån se trouve sur les bords du lac Alsensjön et du lac Storsjön, à environ 35 km  d'Östersund, sur la route européenne 14 et sur la Mittbanan, la ligne de chemin de fer du réseau ferroviaire suédois entre Sundsvall et Storlien. La localité est située dans la paroisse d'Näskott.